# Edmundo Warnke
Pedro Edmundo Warnke Bravo (* 3. Juli 1951 in Viña del Mar) ist ein ehemaliger chilenischer Leichtathlet, der zweimal an Olympischen Spielen teilnahm.

## Karriere
Edmundo Warnke siegte 1971 bei den Südamerikameisterschaften im 5000-Meter-Lauf und im 10.000-Meter-Lauf jeweils vor dem kolumbianischen Titelverteidiger Víctor Mora. Im gleichen Jahr belegte er bei den Panamerikanischen Spielen den vierten Platz über 5000 Meter. Bei den Olympischen Spielen 1972 schied er im Vorlauf über 5000 Meter aus. Bei den Südamerikameisterschaften 1974 siegte Warnke über 5000 Meter und gewann über 10.000 Meter Silber hinter dem Kolumbianer Jairo Correa. 1975 gewann er auf beiden Strecken die Bronzemedaille hinter Víctor Mora und dessen Landsmann Domingo Tibaduiza. Bei den Olympischen Spielen 1976 schied Warnke auf beiden Strecken im Vorlauf aus. Silvester 1976 gewann Warnke die Corrida Internacional de São Silvestre in São Paulo.
Warnke zog in den 1970er Jahren nach Deutschland, wo er zunächst für den ASC Darmstadt, später für LAC Quelle Fürth startete. Ab 1976 war der deutschstämmige Warnke bei Deutschen Meisterschaften startberechtigt, obwohl er weiterhin die chilenische Staatsangehörigkeit besaß. 1976, 1977 und 1978 gewann er jeweils die deutsche Meisterschaft im Crosslauf auf der Langstrecke, 1977 erlief er zudem den Titel im 25-Kilometer-Lauf. Über diese Distanz stellte Warnke 1976 und 1977 zwei deutsche Rekorde auf, wobei er 1977 mit 1:14:20 h seinen Rekord aus dem Vorjahr gleich um anderthalb Minuten verbesserte.
Bei einer Körpergröße von 1,63 Meter lag sein Wettkampfgewicht bei 54 kg.

## Bestzeiten
- 1500 Meter: 3:50,0 Minuten (1975)
- 3000 Meter: 7:56,0 Minuten (1976)
- 5000 Meter: 13:36,76 Minuten (1976)
- 10.000 Meter: 28:18,10 Minuten (1976)